# Cérvol mesquer de ventre blanc
El cérvol mesquer de ventre blanc (Moschus leucogaster) és una espècie de cérvol mesquer. Anteriorment se'l considerava una subespècie del cérvol mesquer de muntanya. Viu a parts del nord de l'Afganistan, el Tibet, Caixmir, el Nepal, Bhutan i Sikkim. Viu en medis alpins elevats, vivint com a mínim a 2.500 metres per sobre del nivell del mar. Aquesta espècie està amenaçada a causa del gran volum de mercats il·legals d'animals a la seva distribució geogràfica.